# 菊地浩輔
菊地 浩輔（きくち こうすけ、1981年6月23日 - ）は、日本のお笑い芸人であり、お笑いコンビチーモンチョーチュウのツッコミ担当。相方は白井鉄也。吉本坂46のメンバー。
千葉県千葉市出身。吉本興業所属。身長164cm、体重67kg。B95cm、W80cm、H98cm、F27.5cm。相方の白井とは対照的なハキハキとした仕切り屋。一人っ子。声帯模写が得意。
名字は「菊地」だが、よく「菊池」と間違われる（過去に、仲の良い井本貴史（ライセンス）にブログで「菊池」と書かれた）。

## 略歴

### 学生時代
- 小学校時代は、将棋クラブに入っていた。
- 千葉県立佐倉南高等学校卒業後に同級生だった白井鉄也とチーモンチョーチュウを結成。
  - 白井曰く「イモ」だったというが、白井に対し「鉄也」と呼んだことから親しくなった。[1]
  - コミュニケーションが苦手だった。放課後は友達とブレイクダンスや一人でゲーセンに行って『ストリートファイターII』をして友達と過ごしていた。
  - 高校時代、少し太っていて長髪だった。本人曰く「きもかった」。
  - 高校時代は2人で毎日一緒に登下校するほど仲良しだったが、お互い1番仲の良い友達は別の人だった。
  - 昔、白井と同じお揃いの靴を履いていた。

### 芸人になってから
- 『シチサンLIVE』などでゲスト出演した際には、重岡に「菊地がいると全部ツッコんでくれるから司会が楽」などと言われている。
- 現在、一人暮らしをしている。以前は、酒井将芳（サカイスト）と森木俊介（ラフ・コントロール）、安達健太郎（元カナリア）のシュガーライフ時代の相方である植松哲平も同居していた。
- 2006年7月開催のイベント「よしもと若手だらけの大運動会」で参加したリレーで右肩の腱が一本切れ、すぐに治療しなかったため切れたままになってしまったが日常生活には何の問題も無い。
- 滑舌が悪いわけではないが「だったら」「ってなったら」と言う言葉の発音が「たったら〜♪」と聞こえるのでいじられることがある。
- 相方の白井のトーク中に言葉を足したりまとめたりなど、フォローすることが多い。
- 吉本興業には非公認の芸名として、「チョーチュウ菊地」という芸名がある。
- つよし（マキシマムパーパーサム）の寿司小僧にあやかって「チャイナBOY」というキャラを持っている。
- 2009年のM－1が終わってから、トータルテンボスのオンラインに出たとき「来年は見るM－1じゃなく出るM－1」と宣言した。
- ゲッターズ飯田の占いで「KYで繊細な変態」だと言われた。
- ロケで一円を何時間もかけて数えた事がある。
- 酒を飲んでいて、酔うと「首がいらない」と言って首をゴツゴツ叩く癖がある。
- 一人カラオケに行ったら10人部屋に通されたことがある。
- 神保町花月・ヨシモト∞ホールのお客さんに聞いた、抱かれたいヨシモト芸人2位。
- マンスリーよしもと抱かれたい芸人ランキング8位。
- 2009年吉本男前ランキング21位、2010年24位、2011年16位。
- 2019年12月27日、吉本坂46の2期生メンバーに選ばれる[2]。

## 人物

### 趣味・特技
- ブレイクダンスが得意でクラブの外国人と踊り、「ダンスうまいねぇ!」と褒められたことがある。笑いの万博でも、ゴリ（ガレッジセール）と披露した事がある。
- 声帯模写が得意（川島明（麒麟）、ひよこの鳴き声、鈴虫の鳴き声、昔のドラゴンクエストのメッセージ表示音など）。
- 体格が良いため、力が強い。浜田雅功（ダウンタウン）とゴルフに行った際にボールをグリーンにあげる練習をしていたら、クラブの先をへし折ってヘッドをグリーンに飛ばした。[3]。

### 外見
- 筋肉のついた良い体をしているが、体格のわりに背が低く足も短いため、ずんぐりずんぐりといわれている。[4]
- 「男前」とも言われて、すごくモテる。ゲイの人にも好かれる事がある。
- また、胸板が厚いため、抱かれたい芸人ランキングで上位になったこともある。
- 2009年11月30日放送の『シチサンLIVE』でスリーサイズを測り直した所、特に胸囲が伸びていて（かつてこの記事に書かれていたサイズより）、本人いわく「ダイナマイトbody」。
- 右手首にホワイトバンド（貧困救援）やレッドバンド（エイズ対策推進）を付けて舞台に立つことも多い。
- 痩せた為、一重から二重になった。
- 現在の髪型を白井から「竹の子の皮」とからかわれている。（2009年5月現在）また、よく髪形を変えるらしい。[5]

### 好きなもの、嫌いなもの
- 母親の料理が美味しいと菊地本人が言っている。[6]
- マヨラーである。また、先輩芸人に辟易されるほどの大食い。
- カナヅチであり水が怖い。
- チョコレートとコーヒーとココアと生ガキとホヤが苦手。それ以外は大体好きである。
- 無印良品の細軸綿棒で耳かきするのが大好きである。
- チョッパーが好きで、部屋のソファにはチョッパーのぬいぐるみが乗っている。が、一番くじのチョッパーのカップをすぐ割ってしまった。

### 人間関係
- 黒瀬純（パンクブーブー）率いる弱小軍団、「くろじゅん軍団」の一員。ちなみに菊地から入団を希望した。
- 以前、韓国人女性と付き合っていたことがある。その女性は留学生で、韓国に帰らなければならなくなり、仕方なく別れた。その数年後「結婚しました」という連絡が来た。[7]
- 安倍なつみが好きである。
- 好きな女性のタイプは笑顔が可愛い子。キレイな子より、カワイイ子のほうが親しみやすいらしい。
- 他の芸人からブス専と言われている。「新しい彼女を選ぶときは（前の彼女よりも面白い顔の子を）大喜利感覚で選んでいる」と言われたこともある。勿論、本人はこれを否定している。
- 『1番ソングSNOW』（日本テレビ）で南明奈に告白された。
- 2010年に入籍しており、２人の娘がいることを、2013年7月31日の本人のブログにて発表。

## 出演

### テレビ番組
- 笑う妖精（テレビ朝日、2009年1月16日）
- フットンダ　(日本テレビ）
- ハッピーMusic　(日本テレビ）
- 1番ソングSHOW（日本テレビ、2013年2月13日）
- ごぶごぶ（毎日放送）

### DVD
- ヤンキー イン ザ スカイ!
- チーモンチョーチュー
- チーモンチョーチュニ
- チーモンチョーチュウ　シチサンLIVE　BEST Vol．1
- チーモンチョーチュウ　シチサンLIVE　BEST Vol．2
- チーモンチョーチュウ「漫才在庫処分〜もうやらないし、たぶん。〜 第1集」